# Džúzdžán
Provincie Džúzdžán (persky ولایت جوزجان‎, paštunsky د جوزجان ولایت‎) je provincie nacházející se v severní části Afghánistánu s většinovou populací Uzbeků. Hlavním městem je Šaberghán. Má rozlohu 11 798 km² a podle odhadu z roku 2021 zde žije 613 481 obyvatel.
Nedaleko Šaberghánu byly nalezeny pozůstatky starověké pevnosti Jemši Tepe. Ve středověku zde existovalo království Guzgán. V osmnáctém století se oblast stala součástí Durránské říše. Provincie byla zřízena v roce 1958 a od roku 1964 nese současný název. Je rozdělena na jedenáct okresů.
Obyvatelé se věnují převážně zemědělství. Na území provincie se nacházejí ložiska zemního plynu.
Narodil se zde lékař al-Džúzdžání, žák Avicenny, a Abdul Rašíd Dóstum, bývalý afghánský viceprezident.